# District de Kara-Suu
Le district de Kara-Suu (en kirghize (langue) : Кара-Суу району) est un raion de la province d'Och dans l'extrême sud du Kirghizistan. Son chef-lieu est la ville de Kara-Suu. Sa superficie est de 3 616 km2, et 348 645 personnes y résidaient en 2009. Il est frontalier avec l'Ouzbekistan.

## Communautés rurales et villages
Le district de Kara-Suu est constitué 
- de la ville homonyme

et de 16 communautés rurales (aiyl okmotu), regroupant chacune une ou plusieurs villages, :
1. Ak-Tash (villages Ak-Tash (centre), Jylkeldi et Barak)
2. Jangy-Aryk  (villages Jangy-Aryk (centre), Ak-Terek, Pravda, Tash-Aryk et Uchkun)
3. Joosh (villages Bolshevik (centre), Agartuu, Gayrat, Zarbalik, Imeni Kalinina, Kommunizm, Kyzyl-Koshchu, Kyzyl-Saray, Madaniyat, Mamajan, Pitomnik (anciennement Progress) et Ak-Jar)
4. Katta-Taldyk (villages Bash-Bulak (centre), Jangy-Turmush, Kara-Sögöt, Taldyk, Kichik, Kyzyl-Ordo, Sadyrbay, Eshme et Achy)
5. Kashgar-Kyshtak (villages Kashgar-Kyshtak (centre), Alga-Bas, Andijan-Makhalla, Bek-Jar, Jar-Ooz, Kenjegul, Tajik-Makhalla et Monok)
6. Kyzyl-Kyshtak (villages Kyzyl-Kyshtak (centre), Andijan, Bel-Kyshtak, Jangy-Kyshtak, Imeni Karla Marksa, Kommunist et Kyzyl-Bayrak)
7. Kyzyl-Suu (villages Chaychi (centre), Korgon, Alpordo et Talaa)
8. Mady (villages Kyrgyz-Chek (centre), Asanchek, Joosh, Kaarman, Laglan, Mady, Oktyabr, Sotsializm, Teeke, Uchkun et Chagyr)
9. Nariman (villages Nariman (centre), Alim-Töbö, Beshmoynok, VLKSM, Jangy-Makhalla, Jiydalik, Karatay, Osmon, Kurankol, Kyzyl-Mekhnat, Langar, Nurdar, Jim et Tajikabad)
10. Otuz-Adyr (villages Otuz-Adyr (centre), Kara-Döbö, Kyzyl-Abad, Kysh-Abad, Savay-Aryk, Furkhat, Yntymak (anciennement Chechen Maala) et Jangy-Kyzyl-Suu)
11. Sary-Kolot (villages Sary-Kolot (centre), Ak-Kolot, Kurban-Kara, Sherali, Prisavay et Tynchtyk)
12. Papan (villages Papan (centre), Ak-Terek, Alchaly, Ata-Merek, Börü, Karagur, Kojo-Keleng, Kyzyl-Tuu et Toguz-Bulak)
13. Savay (villages Kyzyl-Shark (centre), Keng-Say, Kechken-Jar, Kurban-Kara, Kydyrsha, Oktyabr, Yntymak, Savay et Sultan-Abad)
14. Saray (villages Imeni Kirova, and also villages Erkin, Prisavay, Kongurat, Imeni Telmana et Miyaly)
15. Tölöykön (villages Dyykan-Kyshtak (centre), Kyrgyzstan, Özgür, Tölöykön et Uchar)
16. Shark (villages Shark (centre), Tashtak, Imam-Ata, Madaniyat, Top-Terek et Furkat)